# Copa Santa Catarina de 2021
A Copa Santa Catarina de 2021 foi a vigésima edição desta competição futebolística organizada pela Federação Catarinense de Futebol. Ela foi disputada por oito equipes entre os meses de setembro a novembro de 2021.
No dia 13 de setembro, alguns dias antes do começo do campeonato, o governo do estado de Santa Catarina publicou uma portaria que regulamenta o retorno do público aos estádios de todo o estado. Inicialmente, do dia 15 ao dia 30 de setembro, o limite de ocupação dos estádio foi de 30% da ocupação total, com o limite máximo de 2.500 pessoas presentes por estádio. Do dia 1º ao dia 31 de outubro, o limite de ocupação dos estádio foi de 40% da ocupação total, com o limite máximo de 3.500 pessoas presentes por estádio. O acesso aos estádios foi liberado para pessoas com o esquema vacinal completo (duas doses ou dose única) ou que tenham sido testadas até 72 horas antes do jogo. 

## Participantes e regulamento

### Regulamento
No dia 21 de julho de 2021, a Federação Catarinense de Futebol realizou o conselho técnico, no qual foi decidido o regulamento da competição. A forma de disputa será em turno único com os clubes jogando entre si. Os quatro que somarem mais pontos vão para a semifinal, que serão disputadas em duas partidas.
A decisão também contará com duas partidas. Na semifinal e final, o time de melhor campanha em cada confronto joga por dois empates para avançar. O campeão garante vaga na Copa do Brasil em 2022.

### Critérios de desempate
Na fase de pontos corridos, em caso de igualdade na pontuação, são critérios de desempate: 

1) mais vitórias; 

2) melhor saldo de gols; 

3) mais gols pró; 

4) confronto direto; 

5) menos cartões vermelhos; 

6) menos cartões amarelos; 

7) sorteio. 

### Participantes
| Equipe        | Cidade         | Estádio                    | Capacidade | Títulos                           |
| ------------- | -------------- | -------------------------- | ---------- | --------------------------------- |
| Avaí          | Florianópolis  | Ressacada                  | 17.800     | 1 (1995)                          |
| Figueirense   | Florianópolis  | Orlando Scarpelli          | 19.584     | 2 (1990, 1996)                    |
| Criciúma      | Criciúma       | Heriberto Hülse            | 19.225     | 1 (1993)                          |
| Caçador       | Caçador        | Carlos Alberto Costa Neves | 4.500      | 0                                 |
| Hercílio Luz  | Tubarão        | Aníbal Torres Costa        | 3.570      | 0                                 |
| Joinville     | Joinville      | Arena Joinville            | 20.160     | 5 (2009, 2011, 2012, 2013 e 2020) |
| Juventus      | Jaraguá do Sul | João Marcatto              | 10.270     | 0                                 |
| Marcílio Dias | Itajaí         | Hercílio Luz               | 6.010      | 1 (2007)                          |

## Classificação

### Primeira Fase
Atualizado em 27 de outubro.
| Pos. | Equipes             | P  | J | V | E | D | GP | GC | SG | %  | Classificação ou rebaixamento  |
| ---- | ------------------- | -- | - | - | - | - | -- | -- | -- | -- | ------------------------------ |
| 1    | Hercílio Luz        | 15 | 7 | 5 | 0 | 2 | 9  | 5  | +4 | 71 | Classificados para a semifinal |
| 2    | Figueirense         | 13 | 7 | 4 | 1 | 2 | 12 | 9  | +3 | 62 | Classificados para a semifinal |
| 3    | Marcílio Dias       | 12 | 7 | 3 | 3 | 1 | 8  | 4  | +4 | 57 | Classificados para a semifinal |
| 4    | Juventus de Jaraguá | 10 | 7 | 3 | 1 | 3 | 11 | 10 | +1 | 48 | Classificados para a semifinal |
| 5    | Criciúma            | 10 | 7 | 3 | 1 | 3 | 9  | 8  | +1 | 48 | Eliminados                     |
| 6    | Avaí                | 7  | 7 | 2 | 1 | 4 | 10 | 12 | –2 | 33 | Eliminados                     |
| 7    | Caçador             | 6  | 7 | 2 | 0 | 5 | 7  | 14 | –7 | 29 | Eliminados                     |
| 8    | Joinville           | 6  | 7 | 1 | 3 | 3 | 6  | 10 | –4 | 29 | Eliminados                     |

### Fase final
|  | Semifinal           | Semifinal   | Semifinal | Semifinal |   |                     | Final | Final | Final | Final |
|  |                     |             |           |           |   |                     |       |       |       |       |
|  | Hercílio Luz        | 1           | 1         | 2         |   |                     |       |       |       |       |
|  | Juventus de Jaraguá | 1           | 2         | 3         |   |                     |       |       |       |       |
|  | Juventus de Jaraguá | 1           | 2         | 3         |   | Juventus de Jaraguá | 0     | 0     | 0     |       |
|  |                     |             |           |           |   | Juventus de Jaraguá | 0     | 0     | 0     |       |
|  |                     | Figueirense | 0         | 2         | 2 |                     |       |       |       |       |
|  | Figueirense         | Figueirense | 0         | 2         | 2 | 1                   | 0     | 1     |       |       |
|  | Figueirense         |             |           |           |   | 1                   | 0     | 1     |       |       |
|  | Marcílio Dias       | 0           | 0         | 0         |   |                     |       |       |       |       |

### Final

#### Jogo da ida
| 10 de novembro | Juventus de Jaraguá | 0 – 0          | Figueirense | João Marcatto, Jaraguá do Sul                                      |
| 20:00          |                     | Súmula Borderô |             | Público: 1 869 Renda: R$ 52.800,00 Árbitro: SC Héber Roberto Lopes |

#### Jogo da volta
| 15 de novembro | Figueirense                    | 2 – 0          | Juventus de Jaraguá | Orlando Scarpelli, Florianópolis                                 |
| 15:00          | Bruno Paraíba 66' · Brener 68' | Súmula Borderô |                     | Público: 6 280 Renda: R$ 87.499,00 Árbitro: SC Ramon Abatti Abel |